# Край
Край — административно-территориальная единица в некоторых странах или государствах.
Край является территориальной единицей в Грузии, Чехии, Словакии и Латвии.

## Этимология
рус. , укр. и бел. край; болг. край «конец».

## Россия
В Российской империи краем называли местность, состоящую из нескольких губерний или областей под общим управлением. Синонимом края было генерал-губернаторство.
В советское время краями называли сложносоставные административно-территориальные единицы. Так, в РСФСР все края имели в своём составе автономные области, за исключением Приморского края, который с момента выделения из Дальневосточного края в 1938 году имел в своём составе две обычные, не автономные области — Приморскую и Уссурийскую — вплоть до упразднения этих областей в 1943 году, но и после этого сохранил наименование. Как и области, некоторые из краёв включали в себя также национальные округа, однако во второй половине XX века автономные округа в своём составе имел только Красноярский край.
Впоследствии большинство автономных областей стали республиками в составе России (кроме Еврейской автономной области) и вышли из состава своих краёв. Край как административная единица перестал отличаться от области в Российской Федерации. В Российской Федерации из 85 субъектов девять имеют статус края.
Камчатский, Пермский, Забайкальский края были образованы вследствие объединения регионов в 2000-х годах. Для всех них было выбрано новое именование, потому что в административно-территориальном устройстве новых субъектов появлялись особые территории — округа на территории бывших автономных округов. При этом Иркутская область не была преобразована в край, хотя тоже объединилась с Усть-Ордынским Бурятским автономным округом и на её территории тоже был образован особый административно-территориальный округ.
Таким образом, краем в современной Российской Федерации принято называть такой субъект федерации, который имеет сложное административно-территориальное деление, выраженное в наличии округов, автономных округов, особых административно-территориальных округов (за традиционным исключением Приморского). В случае упрощения административно-территориального деления статус края сохраняется.